# Parafia św. Katarzyny w Wieniawie
Parafia św. Katarzyny w Wieniawie – jedna z 10 parafii rzymskokatolickich dekanatu przysuskiego diecezji radomskiej.

## Historia
Wieniawa pierwotnie była wsią szlachecką, a w XIV w. stanowiła własność Mikołaja dziekana kieleckiego. W drugiej połowie XV w. została nabyta przez Wieniawitów, którzy zaczęli swoją część wioski nazywać Wieniawą, a dla pozostałej zachowała się nazwa Kłodno (dziś Kłudno). Pierwotny kościół drewniany pw. NMP i św. Katarzyny; został zbudowany w 1264 przez ks. Hieronima Strzembosza. W początkach XIV w. Mikołaj, dziekan kielecki dobudował do istniejącego kościoła murowaną kruchtę, zakrystię i kaplicę św. Stanisława w stylu gotyckim. W drugiej połowie XIV w. zbudowano murowany kościół. W 1510 proboszcz Stanisław Młodecki cały kościół podniósł o 6 m i nadał mu styl renesansowy. Kościół był restaurowany w początkach XX w. Wnętrze zostało gruntownie restaurowane i odnowione w latach 1987–1999 staraniem ks. Jana Blicharza. 
Parafia należy do najstarszych w diecezji, została erygowana 13 kwietnia 1369 roku przez arcybiskupa Jarosława Skotnickiego. Kościół jest budowlą orientowaną. Znajduje się w nim obraz Matki Bożej Szkaplerznej, który jest czczony jako cudowny. Jest to płótno naklejone na desce i pochodzące z końca XIV w. Obraz przywiózł z Rzymu ks. Młodecki w 1543 r.

## Proboszczowie
- 1945–1954 – ks. Franciszek Socha
- [1954–1967 – ks. Antoni Ormiański
- 1967–1982 – ks. Marian Misiak
- 1982–1986 – ks. Wacław Dudkiewicz
- 1986–2012 – ks. kan. Jan Blicharz
- 2012–2017 – ks. kan. dr hab Sylwester Jaśkiewicz
- od 2017 – ks. mgr Janusz Stanek

## Terytorium
- Do parafii należą: Brudnów, Jabłonica, Kłudno, Kochanów, Plec, Pogroszyn, Ryków, Sokolniki Suche (część), Wieniawa, Wola Brudnowska, Zawady[1].

## Kapłani pochodzący z Parafii w Wieniawie
- ks. Janusz Kępczyński, kapłan diecezji radomskiej, proboszcz parafii w Tczowie w latach 2010-2024.
- ks. Mirosław Bujak, kapłan diecezji radomskiej, misjonarz pracujący w Kamerunie.
- o. Robert Bujak SJ, jezuita, dyrektor Ignacjańskiego Centrum Formacji Duchowej w Gdyni[2].
- ks. Piotr Popiel, kapłan diecezji radomskiej.